# Dusona diversella
Dusona diversella là một loài tò vò trong họ Ichneumonidae.